# Nero (band)
Nero is een electroband uit Londen in het Verenigd Koninkrijk. De band bestaat uit Daniel Stephens en Joe Ray. Alana Stephens is op veel nummers van het duo te horen als zangeres. Nero is een band die het best bekendstaat om het produceren van drum and bass en dubstep. Neros debuut was in 2008 met het nummer "This Way". Nero won in 2008 en 2009 de Beatport-award. Ze brachten hun eerste officiële single "Innocence" uit op 26 april 2010 in het Verenigd Koninkrijk. De voordracht werd gevolgd door een tweede officiële single genaamd "Me & You" op 8 december 2010. De single werd uitgebracht in het Verenigd Koninkrijk en kon ook digitaal gedownload worden. Neros derde single, "Guilt" werd uitgebracht op 22 februari 2011.
Nero's debuutalbum, Welcome Reality, kwam uit op 15 augustus 2011. Het album bereikte positie 29 in de Ultratop 100-albums.

## Discografie

### Albums
| Album met hitnotering(en) in de Vlaamse Ultratop 200 albums | Datum van verschijnen | Datum van binnenkomst | Hoogste positie | Aantal weken | Opmerkingen |
| ----------------------------------------------------------- | --------------------- | --------------------- | --------------- | ------------ | ----------- |
| Welcome reality                                             | 01-08-2011            | 27-08-2011            | 29              | 11           |             |
| Between II worlds                                           | 11-09-2015            |                       |                 |              |             |

### Singles
| Single met eventuele hitnotering(en) in de Nederlandse Top 40 | Datum van verschijnen | Datum van binnenkomst | Hoogste positie | Aantal weken | Opmerkingen |
| ------------------------------------------------------------- | --------------------- | --------------------- | --------------- | ------------ | ----------- |
| Promises                                                      | 08-08-2011            | 03-09-2011            | 80              | 2            |             |

| Single met hitnotering(en) in de Vlaamse Ultratop 50 | Datum van verschijnen | Datum van binnenkomst | Hoogste positie | Aantal weken | Opmerkingen |
| ---------------------------------------------------- | --------------------- | --------------------- | --------------- | ------------ | ----------- |
| Innocence                                            | 2010                  | -                     |                 |              |             |
| Me & you                                             | 21-02-2011            | 26-03-2011            | tip6            | -            |             |
| Guilt                                                | 02-05-2011            | 21-05-2011            | tip5            | -            |             |
| Promises                                             | 2011                  | 17-09-2011            | 27              | 7            |             |
| Crush on you                                         | 17-10-2011            | 26-11-2011            | 48              | 2            |             |
| Reaching out                                         | 09-01-2012            | 21-01-2012            | tip28           | -            |             |
| Must be the feeling                                  | 05-03-2012            | 31-03-2012            | tip6            | -            |             |
| Won't you (be there)                                 | 2012                  | 27-10-2012            | tip80           |              |             |